# Giuseppe De Begnis
 (novembre 2021).
Giuseppe De Begnis, né à Lugo en 1793 et mort à New York en 1849, est une basse italienne.

## Biographie
Giuseppe De Begnis débute à Modène en 1812 dans Ser Marcantonio un opéra bouffe de Stefano Pavesi. Le 26 décembre 1815, pour l'ouverture de la saison de Carnaval, il débute à la Scala de Milan dans un nouvel opéra de Ferdinando Paër, L'éroismo in amore. Il épouse en 1816 la soprano Giuseppina Ronzi de Begnis avec laquelle il chante dans Il Turco in Italia à Sienne en 1817, le rôle de Don Geronion déjà assuré à la Pergola de Florence en 1814 et devenant un de ses rôles signatures.
En 1817, il crée le rôle de Dandini dans La Cenerentola avant de débuter en France, aux Italiens de Paris, en 1819, avec son épouse dans I fuorusciti di Firenzi de Paër. Entre 1819 et 1821, De Begnis obtient ses plus beaux succès à Paris, dans Il matrimonio segreto et Il Barbiere di Siviglia (rôle de Basilio). En 1821, il chante au King's Theatre de Londres dans différents rôles rossiniens, toujours aux côtés de sa femme (Cenerentola, Barbiere, Turco in Italia, Matilda di Shabran). Il dirige également une troupe d'opéra italien à Bath puis l'opéra italien de Dublin de 1834 à 1837, après s'être séparé de Giuseppina en 1825.
Giuseppe De Begnis meurt à New York en 1849.